# 華沙 (喬治亞州)
華沙（英語：Warsaw）是位於美國喬治亞州麥金托什縣的一個鬼鎮。由於此地已於1934年被荒廢，本地已無人居住。

## 地理
華沙的座標為31°35′24″N 81°29′42″W / 31.59000°N 81.49500°W，而該地的平均海拔高度為5米（即16英尺）。